# Катунське
Кату́нське (рос. Катунское) — село у складі Смоленського району Алтайського краю, Росія. Входить до складу Верх-Обської сільської ради.

## Населення
Населення — 469 осіб (2010; 471 у 2002).
Національний склад (станом на 2002 рік):
- росіяни — 96 %